# Saint-Maurice-de-Beynost
Saint-Maurice-de-Beynost is een gemeente in het Franse departement Ain (regio Auvergne-Rhône-Alpes). De plaats maakt deel uit van het arrondissement Bourg-en-Bresse. Saint-Maurice-de-Beynost telde op 1 januari 2022 4.243 inwoners.

## Geografie
De oppervlakte van Saint-Maurice-de-Beynost bedroeg op 1 januari 2022 6,99 vierkante kilometer; de bevolkingsdichtheid was toen 607 inwoners per km².
De onderstaande kaart toont de ligging van Saint-Maurice-de-Beynost met de belangrijkste infrastructuur en aangrenzende gemeenten.

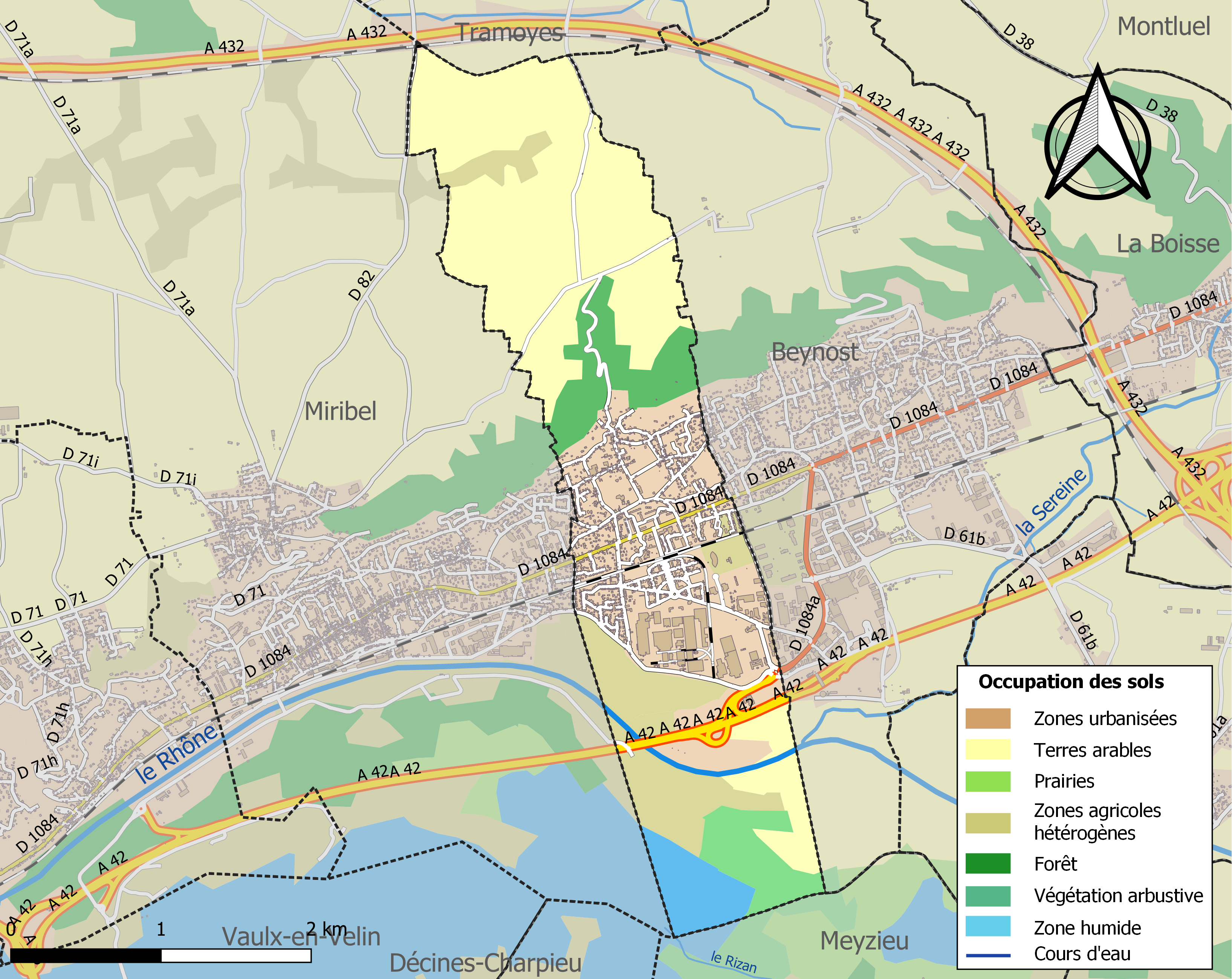

## Verkeer en vervoer
In de gemeente ligt spoorwegstation Saint-Maurice-de-Beynost.

## Demografie
Onderstaande figuur toont het verloop van het inwonertal (bron: INSEE-tellingen).

Vanwege een beveiligingsprobleem met de MediaWiki Graph-software is het momenteel niet mogelijk deze grafiek weer te geven. Zodra de software is bijgewerkt zal de grafiek vanzelf weer zichtbaar worden.